# Spirit FM
Spirit FM (до 15 апреля 2015 года — Радио Спутник) — радиостанция в Финляндии, вещавшая на русском, а позже — на русском и английском языках. В июне 2018 года прекратила существование.

## Особенности вещания
Spirit FM — единственная русскоязычная радиостанция в Финляндии, вещающая в FM-диапазоне. Вещание охватывает территорию от Выборга до Хельсинки вдоль трассы Е18, включая четыре пункта пересечения российско-финляндской границы. Радиостанция считает своей целевой аудиторией русскоязычных туристов, посещающих столицу, а также англоязычное население столичного региона.
Вещание большей частью состоит из русскоязычной поп-музыки (65 %), новости (13 %), передач на актуальные темы (13 %) и рекламы (10 %). По словам Цыганка, источниками для новостных выпусков являются финские и международные информационные агентства. В апреле 2015 года, вместе со сменой названия, было объявлено о том, что радиостанция планирует в большей степени ориентироваться на рок-музыку.

## История, награды
Радиостанция начала вещание 21 сентября 1999 года, официальное открытие прошло 29 сентября.
За годы существования радиостанция получала различные награды, такие как Премия имени Александра Попова (2001), три победы в конкурсе «Радиомания» (2002), победитель опроса «Радиостанция года в Финляндии» (2006). Международная академия телевидения и радио наградила в 2011 году создателей программы «Русский акцент», а в 2012 году — программного директора и ведущего радиостанции Алексея Разумовского.
В 2007 году началось сотрудничество с «Русским Радио», тогда же радиостанция сменила своё название на «Русское радио Хельсинки». В 2008 году новым партнёром стала российская радиостанция «Маяк». Тогда же радиостанция получила своё современное название.
В связи с появлением осенью 2014 году российского медиабренда Sputnik, запущенного агентством «Россия сегодня», руководство радиостанции приняло решение изменить название, однако новое наименование ещё не утверждено.
С 24 февраля 2015 года радио перешло на частичное вещание на английском языке, на нём стали выходить утренние программы, в том числе новости. Такое решение было связано с существенным сокращением числа туристов из России в Финляндии и связанного с этим сокращением рекламы со стороны финских рекламодателей. С помощью частичного перехода на англоязычное вещание руководство радиостанции надеется привлечь новую аудиторию и новых рекламодателей. 15 апреля 2015 года радиостанция сменила своё название на Spirit FM. Англоязычную часть вещания возглавил Пит Като, ранее работавший диджеем на радио Moscow FM — англоязычной радиостанции, ориентированной на экспатов, проживающих в Москве. По словам Като, название Spirit FM является отсылкой к spirit of rock’n’roll («дух рок-н-ролла»). Русскоязычные передачи теперь стали выходить во второй половине дня; среди них было весьма популярное «Разум-шоу» Алексея Разумовского.
В июле 2015 года появилась информация о возможной покупке радиостанции Русской медиагруппой, однако позже, по словам основного владельца радиостанции Сергея Архипова, он передумал, так как «подумал, что никакого отношения к пропаганде иметь не хочу».
Должность генерального директора в 2015 году занимал Дмитрий Цыганок.
В мае 2018 года радиостанции по причине хронической убыточности прекратила вещание, а в июне 2018 года было объявлено о продаже частот вещания радиостанции финскому медиахолдингу Basso Media. По словам Сергея Архипова, основного владельца радиостанции, он не видит «смысла в дальнейшей работе с русскоязычной диаспорой в Финляндии», поскольку «рекламы нет».